# Darley Pérez
Darleys Gregorio Pérez Ballesta (eller Darley; født 14. september 1983) er en colombiansk professionel bokser, som konkurrerer i vægtklassen letvægt. Han var verdensmester under WBA i godt et år (2014–15) og havde pr. 2018 et samlet resultat i 40 kampe på 34 sejre (heraf 22 på knockout), to uafgjorte og fire nederlag (to på knovåckout).
Som amatør gjorde Pérez sig for alvor bemærket ved VM i 2007, hvor han vandt sølv. Året efter deltog han i OL. Her blev han slået ud i kvartfinalen af den senere guldvinder Aleksej Tisjtjenko fra Rusland i letvægt. Han har også en guldmedalje fra Sydamerika-legene i 2006. Da han blev professionel i 2009, havde han en samlet score på 82 sejre og blot syv nederlag som amatør.